# The Gingerbread Man (serie de televisión)
The Gingerbread Man (u Hombre de Jengibre, en Hispanoamérica) es una serie de televisión, animada a través de la técnica de stop motion, sobre un hombre hecho de jengibre y sus amigos, quienes le dieron vida en la cocina, cuando los dueños dormían.
Las serie fue escrita por David Wood, adaptado de su segundo acto musical, que fue estrenado en 1976 en el Towngate Theatre en Basildon, Essex, y tuvo un gran éxito internacional. La obra está inspirada en "The Gingerbread Man", un cuento de hadas del siglo XIX.
La adaptación a la pantalla fue coproducida por FilmFair, que además fue el estudio de animación, y Central Independent Television en 1991, y emitida en ITV en 1992.
Andrew Sachs hizo la voz del Hombre de jengibre, Sr. Sal, el marinero, y Herr von Cuckoo. Jacqueline Clarke hizo la voz de la Sra. Pimienta.

## Lista de Episodios
1. "The Arrival"
2. "Cuckoo's Cuckoo"
3. "Sleek the Mouse"
4. "Hide and Squeak"
5. "Poison"
6. "Party"
7. "A Pinch of Salt"
8. "Locked Clock"
9. "Weekend Break"
10. "Old Bag in Danger"
11. "While the Cat's Away"
12. "It's Not Fair"
13. "The Gingerbread Ghost"

## Lanzamiento en video
En Inglaterra, la serie completa fue publicada en dos videocasetes el 1 de septiembre de 1992, Polygram Video hizo lo mismo publicándola el 24 de abril de 1995. Varios compilados de animación en videocasete incluye algún episodio.
Después de incluir una porción de la serie en el compilado de animación, en videocasete, "All Together Now" (2001), Universal Studios Home Entertainment lanzó la serie entera en un disco de DVD, zona 2, el 12 de abril de 2004.
Abbey Home Media relanzó los primeros seis episodios en DVD, el 27 de marzo de 2006, bajo el subtítulo: "A pitch of Salt" ("Una pizca de sal"); y los episodios restantes en un segundo DVD, bajo el subtítulo: "The Arrival" ("La llegada"), el 26 de marzo de 2007.